# La Griffe du coyote
Pour plus de détails, voir Fiche technique et Distribution.
La griffe du coyote (titre original : Il segno del coyote) est un western spaghetti réalisé par Mario Caiano en 1963. Il s'agit du quatrième film mettant en scène le personnage de fiction espagnol El Coyote.

## Synopsis
Les Américains arrivent en Californie, mais ce ne sont pas forcément les plus droits des fonctionnaires et des aventuriers qui représentent l'État. Devant leur corruption et les extorsions qu'ils commettent, quelques-uns osent relever la tête, dont un mystérieux « coyote ».

## Fiche technique
- Titre : La Griffe du coyote
- Titre original : Il segno del coyote
- Titre anglais ou international : The Sign of the Coyote
- Réalisation : Mario Caiano
- Scénario : Mario Caiano et José Mallorquí, d'après les aventures d'El Coyote de J. Mallorquí
- Décors : José Luis Galicia, Jaime Pérez Cubero
- Costumes : Rufina Sanjuán
- Photographie : Aldo Greci, Ricardo Torres
- Son : Pietro Ortolani
- Montage : Renato Cinquini
- Musique : Francesco De Masi et Manuel Parada
- Production : Aldo U. Passalacqua
- Société(s) de production : Copercines, Cooperativa Cinematográfica ; Hispamer Films ; Produzioni Europee Associate (PEA)
- Pays d’origine :  Italie,  Espagne
- Langue originale : italien
- Format : couleur (Agfacolor) — 35 mm — son Mono
- Genre : western spaghetti
- Durée : 80 minutes
- Dates de sortie :
  - Italie : 11 mai 1963
  - France : 27 mars 1964

## Distribution
- Fernando Casanova : Le Coyote (sous le pseudo de Fred Canow)
- María Luz Galicia : Mary
- Mario Feliciani : Parker
- Arturo Dominici : Clemens
- Giulia Rubini : Béatrice
- Paola Barbara
- Piero Lulli : Lenny
- Nadia Marlowa : Lupita
- Raf Baldassarre : un membre de la bande de Lenny
- John Camel : Cap. Grey
- Giuseppe Fortis : Wilkes
- José Jaspe : un des Lugones
- José Marco : un des Lugones
- Fernando Sancho : un des Lugones
- Andrea Scotti : dame de compagnie

## Commentaire
Un autre Zorro, explicitement anti-américain du Nord, celui-là : cela ressemble fortement à un retour de flamme de la culture latine contre l'impérialisme culturel anglo-saxon !